# Marques (Seine-Maritime)
Marques ist eine französische Gemeinde mit 236 Einwohnern (Stand: 1. Januar 2022) im Département Seine-Maritime in der Region Normandie (vor 2016 Haute-Normandie). Sie gehört zum Arrondissement Dieppe und ist Teil des Kantons Gournay-en-Bray (bis 2015 Aumale). Die Einwohner werden Marquais genannt.

## Geographie
Marques liegt etwa 65 Kilometer nordöstlich von Rouen. Umgeben wird Marques von den Nachbargemeinden Aubéguimont im Norden, Saint-Germain-sur-Bresle und Ellecourt im Nordosten, Morienne im Osten, Haudricourt im Süden und Südosten, Illois im Südwesten, Nullemont im Westen, Landes-Vieilles-et-Neuves im Westen und Nordwesten sowie Richemont im Nordwesten.

## Bevölkerungsentwicklung
| Jahr                      | 1962 | 1968 | 1975 | 1982 | 1990 | 1999 | 2006 | 2013 |
| Einwohner                 | 296  | 261  | 258  | 259  | 240  | 238  | 227  | 209  |
| Quelle: Cassini und INSEE |      |      |      |      |      |      |      |      |

## Sehenswürdigkeiten
- Kirche Saint-Aubin in Marques
- Kirche Saint-Lucien in Barques

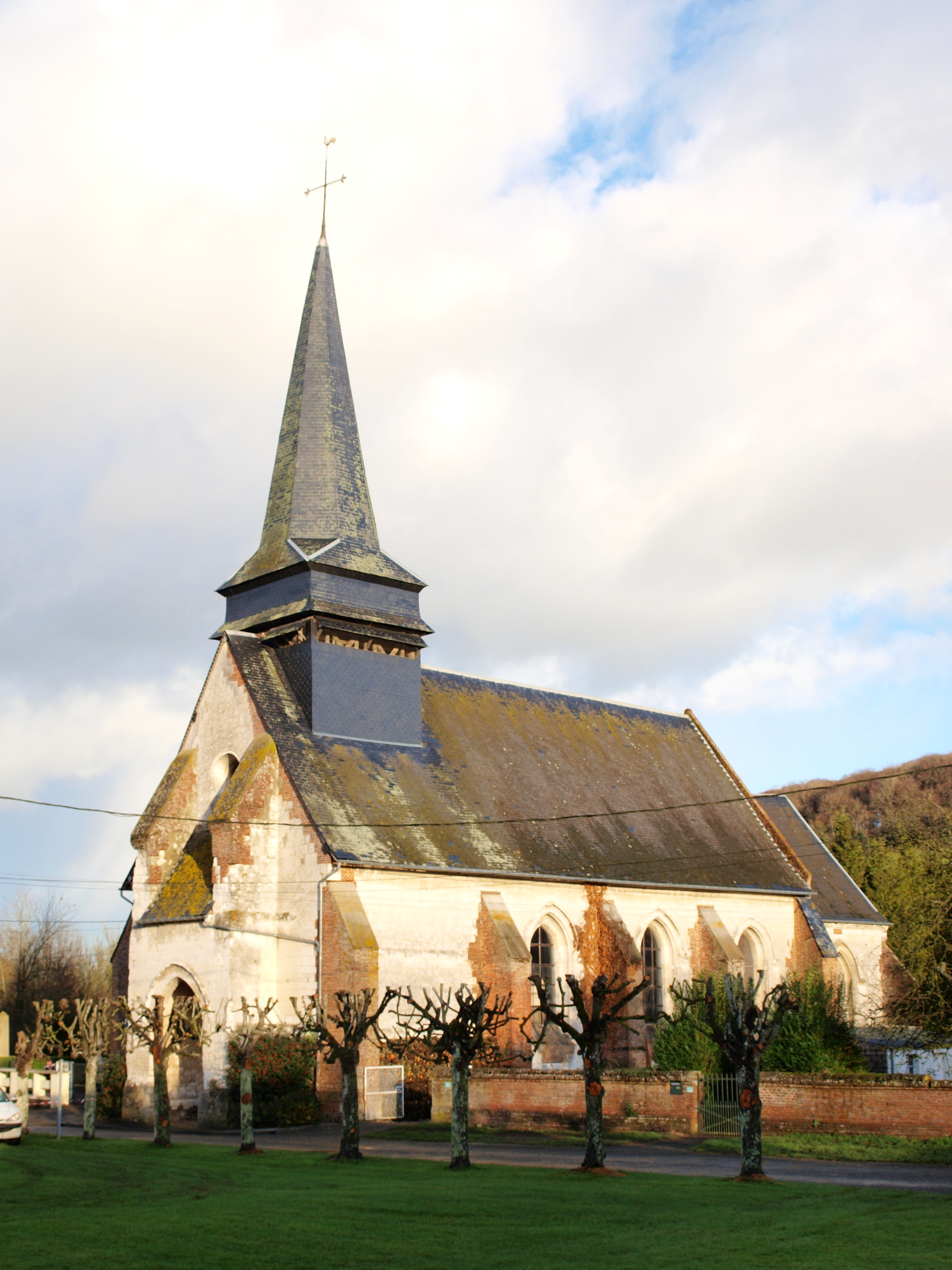
Kirche Saint-Aubin
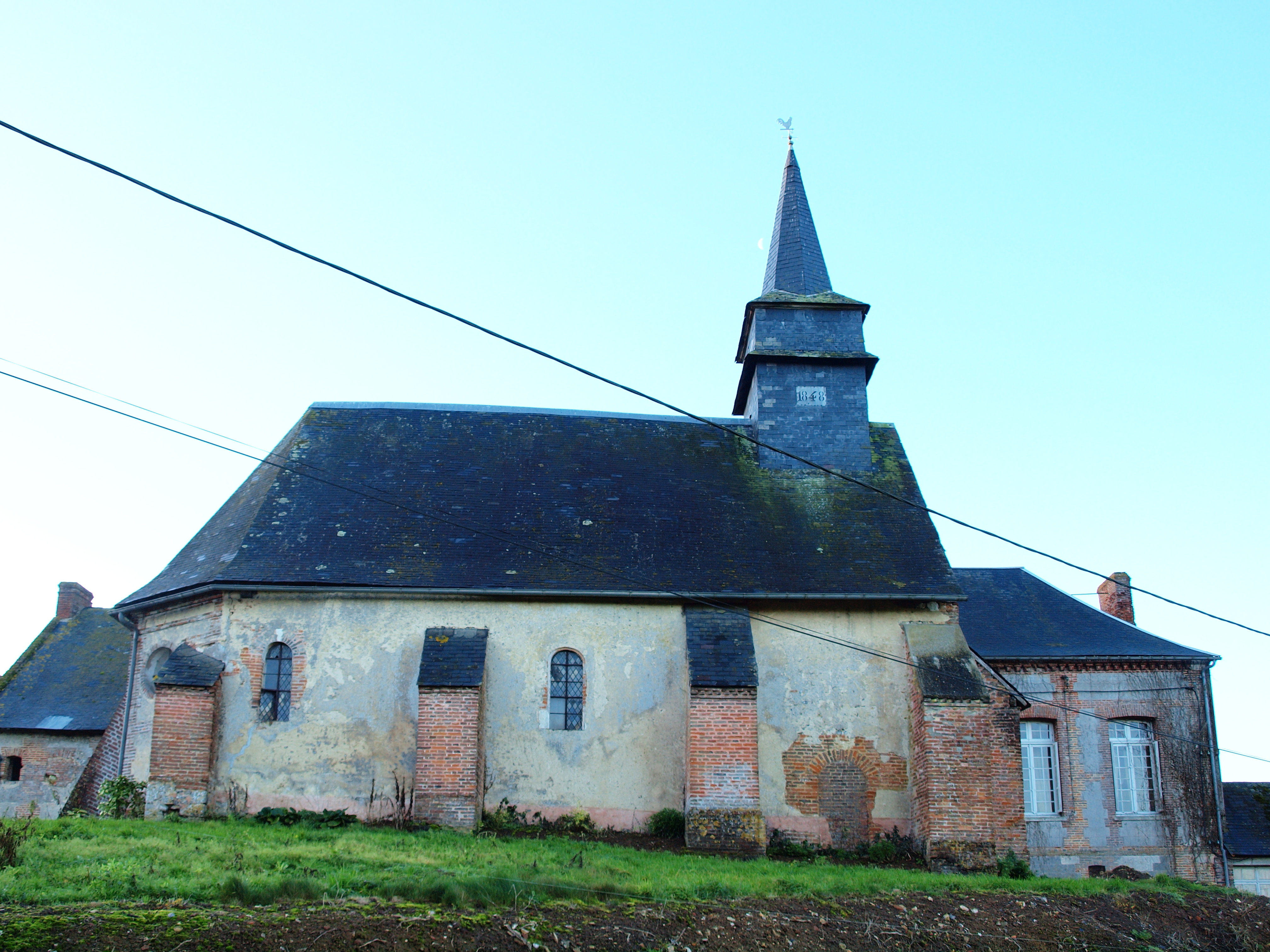
Kirche Saint-Lucien